# 해바라기가 피지 않는 여름
《해바라기가 피지 않는 여름》(向日葵の咲かない夏 히마와리노 사카나이 나츠[*])은 일본 작가 미치오 슈스케의 미스터리 장르 소설이다. 작가의 대표작으로 제6회 본격 미스터리 대상 후보에 올랐다.
저자는 '야생시대'(카도카와 쇼텐)의 2009년 3월호의 인터뷰에서 이 작품이 독자들에게 '소름끼침', '주인공이 너무 불쌍함' 등의 평을 들었다고 밝혔다.
린제이 앤 호커 살해사건의 용의자 체포 당시 가방 안에 이 책의 문고본이 들어있었다고 보도되었다(주간 신초 2009년 11월 26일호)

## 등장인물
미치오(ミチオ)
초등학교 4학년생. 집은 쓰레기로 넘쳐나고, 그나마 괜찮은 방은 아기 방. 쓰레기를 버리려고 하면 어머니가 고함친다. 어머니가 미치오와 미카를 대하는 방식에는 천지차이다.
S군(S君)
미치오의 동급생. 몸이 약해 자주 결석한다. 일부 동급생에게 따돌림을 당했다.
미카(ミカ)
미치오의 여동생. 3살. 미치오보다 더 어른스러운 말을 한다.
후루세 다이조(古瀬 泰造 후루세 타이조우[*])
참나무 숲 근처에 사는 노인. 아내가 죽은 후 혼자 외롭게 살고 있다. 매일 아침, 숲 속 백엽상의 정보를 가지고 가는 아르바이트를 하고 있다.
토코 할머니(トコお婆さん)
제면소(製麺所)의 할머니. 미치오나 미카의 말을 들어주는 좋은 상담 상대.
이와무라(岩村)
미치오의 담임교사. 한때 '로쿠무라 카오루(六村かおる)'라는 이름으로 소설을 쓴 적이 있다.
스미다(スミダ)
미치오가 마음을 품은 동급생 소녀. 미치오의 뒷자리에 앉아 있다.
미쓰에(美津江 미츠에[*])
S군의 어머니. 모자 가정을 부양하기 위해 필사적이다. S군이 하고 있던 일을 좋지 않게 생각했다.
다니오(谷尾 타니오[*])
수사 1과의 초로의 형사.
다케나시(竹梨 타케나시[*])
수사 1과의 젊은 형사.